# 布哈 (萨勒-奥拉县)
布哈（德語：Bucha，發音：[ˈbuːxa]）是德国图林根州萨勒-奥拉县曾经的一个市镇，面积3.17平方千米，人口为人。2019年1月1日，布哈并入市镇克瑙，后者于同年12月31日与另外2个市镇并入市镇奥拉河畔诺伊施塔特。